# Ray Berres
Raymond Frederick „Ray“ Berres (* 31. August 1907 in Kenosha, Wisconsin; † 1. Februar 2007 ebenda) war ein US-amerikanischer Baseballspieler und -trainer der Major League Baseball.

## Karriere
Ray Berres spielte in elf Spielzeiten für vier verschiedene National League Teams. Sein zielsicheres Fangen und eine beachtenswerte Wurfhand, er war Rechtshänder, zeichneten ihn aus. Für die Profiliga wurde er von den Brooklyn Dodgers, den heutigen Los Angeles Dodgers, verpflichtet, die ihn 1933 von den Birmingham Barons holten. Sein erstes Spiel in der Liga machte er erst 1934, als er den damaligen Star Al Lopez deckte. Ein Jahr später, musste er wieder in die Minor League zurückkehren, konnte aber 1936, nach dem Weggang von Lopez nach Boston im Dezember 1935, als startender Werfer wiederkommen. Dies war zudem auch seine erfolgreichste Saison seiner Karriere, als er mit einer batting average von .240, 64 hits und 10 doubles persönliche Rekorde aufstellte. Ein Jahr später ging er zu den Pittsburgh Pirates, von wo aus er 1940 im Tausch mit Lopez zu den Boston Bees ging, die die Vorgängermannschaft der Atlanta Braves waren. Vor der Saison 1942 ging er dann zu den San Francisco Giants, wo er nochmal für vier Jahre spielte, bevor er dann nach Ablauf der Spielzeit 1945 seine Karriere beendete. In seiner elfjährigen Karriere schlug Berres als Hitter in 561 Spielen drei Home Runs und 78 Runs Batted In. Außerdem war er fast zwei Jahrzehnte lang Trainer der Chicago White Sox, die er von 1949 bis 1968 trainierte. In diese Zeit fiel der American League Championstitel 1959, Manager der Mannschaft damals war Al Lopez.

## Tod
Berres starb am 1. Februar 2007 in seiner Heimat Kenosha, Wisconsin an einer Lungenentzündung, wenige Monate vor seinem einhundertsten Geburtstag.